# أيرون ميدن
أيرون مايدن (بالإنجليزية: Iron Maiden)‏ فرقة هيفي ميتال بريطانية من منطقة ليتون في شرق لندن تأسست سنة 1975 بواسطة عازف البايس جيتار وكاتب أغاني الفرقة ستيف هاريس. منذ تأسيس الفرقة أتسعت أعمالهم لتشمل واحد وثلاثون ألبوماً.
من رواد الموجة الجديدة لموسيقي الهيفي ميتال البريطانية، أيرون ميدن حققت نجاح في أوائل الثمانينات مع ألبومات مثل (ذا نمبر أوف ذا بيست) في عام 1982 و (بيس أوف مايند) في عام 1983 و (بَورسليف) في عام 1984. منذ عودة المغني بروس ديكنسون وعازف الإيتار ادريان سميث إلى الفرقة في 1999 (تركوا الفرقة في 1993) شهدت أيرون ميدن تجدد في شعبيتها مع أحدث ألبوم لهم  (ذا فاينل فرنتير)الذي تصدر لوائح المبيعات فور صدوره في 28 دولة مختلفة  مع اشادة من النقاد على نطاق واسع.
تعتبر واحدة من أكثر فرق الهيفي ميتال نجاحاً في التاريخ حيث باعت أكثر من 120 مليون ألبوم حول العالم مع قليل من الدعم من الراديو أو التلفاز. فاز الفرقة بجائزة ايفور نوفيلو للأنجاز الدولي في 2002، وتم أدخال الفرقة في ممر هوليوود لموسيقى الروك الواقع في سن سيت بوليفارد في لوس أنجلوس كاليفورنيا خلال جولتهم في الولايات المتحدة الأمريكية عام 2005.
يرجع اسم الفرقة إلى آلة تعذيب كانت تستعمل في القرون الوسطى  تم ذكرها في فيلم (ذا مان إن ذا أيرون ماسك)

## التاريخ

### البدايات 1975 - 1978
تأسست فرقة ايرون ميدن في يوم عيد الميلاد سنة 1975، على يد عازف البيس «ستيف هاريس» بعدما ترك فرقته السابقة، سمايلرز، بوقت قصير. عزى هاريس اسم الفرقة إلى فيلم الرجل ذو القناع الحديدي، المقتبس من رواية «اليكساندر دوماس»، الفيلم الذي يذكره بآلة التعذيب «ايرون ميدن». بعد أشهر من التدريب، ظهرت ايرون ميدن للمرة الأولى في الأول من مايوعام 1976 في قاعة نيكس في بوبلار، وذلك كان قبل حصولهم على اداء عروض موسيقية بشكل شبة منتظم في حانة «كارت اند هورسيس» في ماريلاند، ستراتفورد.
كانت فترة أعضاء الفرقة الاصليون قصيرة. كان المغني الرئيسي، بول داي، الضحية الأولى. ووفقا لكلام هاريس انه افتقد للطاقة أو الكريزما على المسرح، وقد استبدل بدينيس ويلكوك، الذي كان يضع المكياج والدم المستعار خلال العروض الحية وذلك بسبب اعجابه بفرقة كيس. دُعِي ديف ميري، صديق دينيس، للانضمام للفرقة وقد اثار هذا الاستدعاء استياء عازفي الجيتار ديف سوليفان وتيري رانس. استيائهما جعل هاريس يوقف نشاط الفرقة بشكل مؤقت في 1976. لكن سرعان ما عادت الفرقة بميري كعازف جيتار منفرد. يعد هاريس وميري أكثر الاعضاء استمرارا في الفرقة وقد شاركا في جميع الاصدارات.
تم تعيين بوب سوير كعازف عازف جيتار ثاني في عام 1977، وقد طرد لأحراج الفرقة بتظاهرة لعزف الجيتار بأسنانة على المسرح. عاد التوتر مرة آخرى، مما تسبب في خلاف بين الاصدقاء، ميري وويلكوك، وقد اقنع ويلكوك هاريس لطرد ميري والطبال الاصلي رون ماثيوس. تشكلت الفرقة من جديد بأعضاء جدد وهم توني مور كعازف كيبورد، وتيري وابرام كعازف جيتار، وباري بيركس كطبال (يعرف حاليا بثاندرستيك). اقامت الفرقة، بتشكيلتها الجديدة، حفلتها الأولى والوحيدة في حانة بريدج هاوس في نوفمبر عام 1977 وكان الاداء هزيلا. بعد ذلك تم طرد بيركس واستبدل بدوق سامبسون. وفي نفس الوقت قرر هاريس الاستغناء عن الكيبورد لأنه لا يتماشى مع اسلوب الفرقة وطلب من مور المغادرة. بعد عدة أشهر، قرر ويلكوك المغادرة لكي ينشأ فرقتة الخاصة «في1»، وبشكل مباشر تم استرجاع ميري. لم يتقبل وابرام عودة ميري لكونه يفضل ان يكون عازف الجيتار المنفرد ولكن تم طرده.
قضى هاريس وميري وسامبسون صيف وخريف سنة 1978 في التمرين اثناء بحثهم عن مغني لأكمال الفرقة. في نوفمبر عام 1978 وفي حانة ذا ريد لايون لقاء بالصدفة ادى إلى اختبار ناجح واصبح بول ديانو المغني الرئيسي للفرقة. ذكر هاريس بأن «هناك ميزة في صوت بول، خشونة أو ايا ما تريد تسميته، وقد اعطت صوته ميزة كبيرة». في هذه الاثناء ميري كان عازف الجيتار المنفرد للفرقة وقال هاريس عنه «كان ميري جيدا لدجة انه استطاع عزف الكثير بمفردة. الخطة كانت الحصول على عازق جيتار ثاني لكن كان صعبا العثور على عازف جيتار يواكب ميري»

### عقد التسجيل والاصدارات المبكرة 1978 - 1981
سجلت ايرون ميدن البوما تجريبيا مكون من 4 اغان في استديوهات سبيسورد في كامبريدج ليلة رأس سنة عام 1978. قدمت الفرقة نسخة إلى نيل كي على امل ان يضمن لهم الالبوم عروض موسيقية حية أكثر. كان نيل يدير نادي هيفي ميتال يدعى ب«باندواقن هيفي ميتال ساوندهاوس» يقع في كينجزبري سيركل، شمال غرب لندن. عند سماعه للشريط، بدأ نيل بتشغيل الالبوم التجريبي في نادي باندواقن بانتظام، واصبحت أغنية براولر في المرتبة الأولى في قائمة ساوندهاوس، وهي تنشر بشكل اسبوعي في مجلة ساوندز. حصل رود سمولوود على نسخة من الالبوم، وبعدها وبشكل مباشر أصبح مديرا الفرقة. ومع ازدياد شعبية الفرقة تم اطلاق الالبوم التجريبي بأسم ذا ساوندهاوس تيب تيمنا بأسم النادي. احتوى الالبوم على 3 اغان فقط (تم استبعاد أغنية سترينج وورلد لعدم رضا الفرقة على انتاجها). بيعت كل النسخ في غضون اسابيع وكان عددها 5 الآف نسخة.
حصلت الفرقة على عقد تسجيل مع إي ام آي في ديسمبر عام 1979، وتم طلب صديق طفولة ميري، ادريان سميث، للانضمام للفرقة كعازف جيتار ثاني، لكن ارتباطه مع فرقته، اورتشن، جعله يرفض، وتم تعيين دينيس ستراتون بدلا منه. وبعد ذلك بوقت قصير غادر دوغ سامبسون بسبب مشاكلة الصحية واستبدل بطبال سامسون السابق كليف بر بتوصية من ستراستون في السادس والعشرون من ديسمبر عام 1979. أول ظهور لايرون ميدن على البوم كان على البوم ميتال فور ماثاس (صدر في 15 فبراير عام 1980) بنسخة اولية لأغنيتي سانتشوري وراثتشايلد. بفضل إصدار الالبوم حصلت الفرقة على جولة موسيقية مع فرق أخرى مرتبطة بالموجة الجديدة لموسيقى الهيفي ميتال البريطانية.
اصدرت ايرون ميدن البومها المسمى بإسمها في عام 1980 وظهر لأول مرة في المركز الرابع في لأئحة الالبومات الاعلى مبيعات في بريطانيا. بالإضافة إلى أغنية ايرون ميدن -المسماة بأسم الالبوم- (وهي نسخة حية وتعد من أول النسخ الحية التي اذيعت عل ام تي في). احتوى الالبوم على اغان مثل «رانينج فري» و «ترانسيلفانيا» و «فانتوم اوف ذا اوبرا» و «سانتشوري» (غير انها لم تكن موجودة على النسخة البريطانية وانما ظهرت على النسخة الأمريكية والنسخ المحسنة). شرعت الفرقة في جولة موسيقية وكانت قبل افتتاحهم لجولة «انماسكد» لكيس في أوروبا، ودعمهم لجولة «سيلكت ديتس» لجوداس بريست. وايضا ظهرت الفرقة في مهرجان ريدينج الموسيقي عام 1980 وتمت الإشادة بهم. بعد جولة كيس طرد دينيس ستراتون بسبب خلافات ابداعية وشخصية مع الفرقة واستبدل بادريان سميث في أكتوبر 1980.
اصدرت ايرون ميدن البومها الثاني، كيلرز، عام 1981. كتبت فقط اغنيتان جديدتان لهذا الالبوم وهما برادقال سن وميردرز ان ذا رو مورج (أخذ العنوان من قصة ايدجار الين بو القصيرة). اما باقي الاغاني فقد كتبت مسبقا من اجل الالبوم السابق. تم تعيين المنتج المخضرم مارتين بيرتش وذلك لعدم رضا الفرقة عن الإنتاج في الالبوم السابق، واستمر مارتين في العمل مع ايرون ميدن إلى ان تقاعد في عام 1992. تلا تسجيل الالبوم أول جولة عالمية للفرقة تضمنت أول عرض لهم في الولايات المتحدة الأمريكية.

## وصلات خارجية
- أيرون ميدن على موقع IMDb (الإنجليزية)
- أيرون ميدن على موقع ميوزك برينز (الإنجليزية)
- أيرون ميدن على موقع رولينغ ستون (الإنجليزية)
- أيرون ميدن على موقع أول ميوزيك (الإنجليزية)
- أيرون ميدن على موقع ديسكوغز (الإنجليزية)